# Jeroen Jongeleen
Jeroen Jongeleen (Apeldoorn, 2 november 1967) is een Nederlandse beeldend kunstenaar. Zijn interventies in het stedelijke landschap en reflecties daarop in de kunst zijn behalve door graffiti, ook beïnvloed door conceptuele kunst, textual en land art. Jongeleen werkt voornamelijk in de openbare ruimte maar tegelijkertijd haalt hij met zijn kunst de straat binnen de muren van de tentoonstellingsruimte, waardoor dit in een ander licht komt te staan. Met zijn interventies levert hij commentaar op de overgereguleerde en maakbare samenleving en de positie burgers daarin innemen.

## Biografie
Jongeleen woont en werkt in Rotterdam en Parijs. Zijn vroege jeugdjaren bracht hij door in Suriname. Na terugkeer studeerde hij in 1994 af aan de kunstacademie AKI Academie voor Art & Design. Van hieruit realiseerde hij zijn eerste serie clandestiene muurteksten en sticker projecten. In 1996 verhuisde hij naar Rotterdam waar hij al snel samenwerkingsverbanden met Erosie aanging. Samen met de kunstenaars Erik van Lieshout en Marc Bijl zette hij in 2001 het kortstondige Les33 op. Les33 fungeerde zowel als kunstruimte, bar en nachtclub en was een poging een brug tussen kunst- en graffitigemeenschap te slaan. Vanaf 2003 verbleef hij voor langere tijd in het atelier Holsboer te Parijs, waar hij contact had met de Parijse graffiti en pre-Street artscène.

## Werk
Het werk van Jeroen Jongeleen speelt zich voor een belangrijk deel af in de openbare ruimte. Hij laat zijn sporen na in het stedelijke landschap met spuitverf, posters en stickers, die hij met foto en film documenteert. Met deze ingrepen wil Jongeleen het vrije gebruik van de stedelijke openbare ruimte promoten. Hij stelt de actuele positie van kunst in de maatschappij ter discussie en reageert op de macht die architectuur en reclame volgens hem uitoefenen op gebruik en uiterlijk van publieke ruimtes en haar gebruikers. Hij kiest de tegenaanval door subversieve vormen van creativiteit in de openbaarheid te brengen. In 1996 spoot hij met graffiti 'HOME' op de buitenmuur van het Museum Boijmans Van Beuningen. Deze graffiti-actie is een van zijn eerste spraakmakende projecten geweest en vormde het begin van een veelzijdige relatie met Museum Boijmans Van Beuningen. Het museum stond op vervolging van Jongeleen, maar daarna mocht hij er tevens diverse keren deelnemen aan tentoonstellingen en zijn werk City Jewels (1999), een verzameling glas van gesneuvelde autoruiten, werd door het museum aangekocht.
Van 2005 tot 2010 werkte hij er achter de schermen als personeelslid, resulterend in de heimelijk tot stand gekomen Verborgen Stadscollectie (2010), een ongeautoriseerde groepstentoonstelling met permanente werken, door het museumgebouw heengevlochten.

Een aantal van Jongeleen zijn werken dragen het label Influenza, wat voor hem als een referentiekader fungeert waarbij de spanning tussen publieke ruimte en individuele verwachtingspatronen op de proef worden gesteld.

In een van zijn projecten ontwierp hij stickerlogo’s van handen in verschillende houdingen, die snel achter elkaar getoond een vloeiende beweging maken stop-motion. De logo’s verspreidde hij in steden overal ter wereld om ze vervolgens op foto vast te leggen. Van de foto’s maakte hij een documentaire, waarin de individuele interventies, in hoog tempo achter elkaar getoond, een samenhangend geheel vormen, en de verschillende steden daarbij ten opzichte van elkaar getoetst kunnen worden.
Voor een ander project verzamelde Jongeleen als zwerfvuil plastic boodschappentassen. Bij wijze van tweede kans, bevestigde hij vervolgens deze tassen als een soort vlaggen aan hoge kantoorgebouwen, kerktorens en bruggen.

Jongeleens werk toont verwantschap met het gedachtegoed van de situationisten, een beweging die is ontstaan in 1957 in Italië en grote navolging kreeg tijdens de Parijse studentenrevolte in 1968. De bekendste leider van de situationisten was de schrijver en theoreticus Guy Debord. Zijn werk La Société du Spectacle, waarin hij de maatschappij bekritiseert en pleit voor een directe democratie, zou een belangrijke aanleiding zijn geweest voor het ontstaan van de opstanden in Parijs. Net als de situationisten keert Jongeleen zich tegen de massaconsumptie en de overgereguleerde samenleving door interrupties te doen in de openbare ruimte, die een reactie oproepen bij het publiek. Door visuele vormen en tekens te gebruiken die worden geassocieerd met guerrillaprotest, zet hij vraagtekens bij de aard, de waarde en de mogelijkheden tot verandering van de artistieke productie.
In zijn atelierwerken brengt Jongeleen de straat naar de white cube. Veel van zijn werken zijn tekstueel van aard. Met spuitbussen brengt hij teksten of woorden aan op canvas of materialen die hij vindt op straat, zoals afgedankte keukenkastjes en hardboard platen. De afgedankte materialen staan symbool voor de massaconsumptie en het verval van moderne idealen. In de jaren tachtig, de tijd van succes en vertrouwen in de toekomst, gingen consumenten en masse Ikea-keukens kopen. Het gedachtegoed van de jaren zeventig en tachtig wordt nu samen met de Ikea-keukens afgedaan en op straat gezet.
De compositie en kleurstelling van de werken tonen aan dat Jongeleen zijn materialen niet willekeurig uitkiest, maar nauwkeurig selecteert en op elkaar afstemt. De vlakverdeling van de werken en de kleuren van de kastdeurtjes zijn duidelijk geïnspireerd op de minimale composities van Mondriaan en De Stijl.
Ook in zijn teksten verwijst hij vaak naar iconen van de moderne kunst. "At least before we used to have real artists like Mondrian, Rietveld, Van Gogh etc.." stelt Jongeleen in een van zijn teksten. De gespoten teksten zijn vaak een kritiek op de economische basis waarop de hedendaagse kunst rust. Veel van zijn teksten haalt Jongeleen letterlijk uit de commentaren van GeenStijl, een weblog dat felle opiniërende stukjes plaatst, gericht op nieuws, actualiteiten, cultuur en politiek. Hij selecteert internetmeningen over hedendaagse kunst en spuit die op ruwe wijze met verf over de steriele, minimalistische oppervlaktes van zijn werken. Hiermee probeert Jongeleen de onvervalste meningen over kunst van het grote publiek onder de aandacht te brengen, in schuring met de nuances van de kunst zelf.
Naast dit tekstuele werk maakt Jongeleen impressionistische landschappen. Hij bedekt het witte canvas echter niet met verf, maar creëert zijn landschappen met straatvuil die hij met zijn door straatvuil bevlekte handen, autoroet, schoenzolen, op het doek aanbrengt. Hierdoor ontstaat een horizontaal landschap.

## Tentoonstellingen
Het werk van Jeroen Jongeleen is te zien (geweest) in verschillende solo- en groepstentoonstellingen, waaronder:
- Running in Circles/ Movement and Politics In The Streets Of My City, AVL Mundo, de Barbaar, Rotterdam (solo)(2020) & at Upstream Gallery (Solo)(2021)
- Counterclockwise, Harlan Levey Projects, Brussels (2018)
- IDFA: Human Nurture, Amsterdam Art Weekend at IDFA, Amsterdam (2017)
- Hacking Habitat – Art of Control, International Art Manifestation, Gevangenis Wolvenplein Utrecht, Utrecht (2016)
- Canned Laughter, Verhalenhuis Belvédère, Rotterdam (2015)
- Transformer, Upstream Gallery, Amsterdam (2015)
- Traces and Shapes, Squares en Circles, Harlan B. Levey Projects, Brussels (solo) (2014)
- A Decade Upstream, Upstream Gallery at Lloyd Hotel (2012)
- No Style, Reflections of public statements on art.. Upstream Gallery, Amsterdam (2012)
- Too late, too little, (and how) to fail gracefully Stichting Fort Asperen, Acquoy (2011)
- Paramaribo Perspectives, TENT Rotterdam, Rotterdam (2010)
- Crop rotation, Marianne Boesky Gallery, New York (2008)
- Brave New World Cobra Museum, Amstelveen (2007)
- Umbau, Kunsthalle St. Gallen, Zwitserland (2007)
- SCAPE 06, the Biennial of Art in Public Space, Christchurch, Nieuw-Zeeland (2006)
- That was then, this is now De Appel, Amsterdam (2006)
- Project Rotterdam, Museum Boijmans Van Beuningen, Rotterdam (2005)

## Kunstbeurzen
- Armory Show, New York (2012)
- Art Rotterdam (2012)
- Art Brussels (2009)
- NADA Art Fair Miami (2008)